# Lutka (biologija)
Lutka (lat. pupa) se javlja kod insekata sa tercijalnom lutkom. Na nivou lutke se razvijaju organi larve i obrazuju se organi imaga. 
Razlikujemo:
1. Pupa libera (slobodna lutka) - svi delovi lutke su slobodni.
2. Pupa semilibera (poluslobodna lutka) - obavijena je lutkom egzivijom (košuljicom) ali su vrhovi nogu i krila slobodni.
3. Pupa obtecta - svi delovi lutke su uvijeni egzivijom.
4. Pupa coarctata - buretasta lutka pri poslednjem presvlačenju larve ne izdvajaju košuljicu, već u njoj prelaze u stadijum lutke (bubamare, muve)

Lukte različitih grupa insekata imaju različita imena kao što su kukuljice za lutke leptira i tumbler za one iz porodice komaraca. Lutke mogu dalje biti zatvorene u druge strukture kao što su čaure, gnezda ili školjke.

## Položaj u životnom ciklusu
Stadijum lutke prati stadijum larve i prethodi odraslom dobu (imago) kod insekata sa potpunom metamorfozom. Lutka se ne hrani, obično miruje, ili je veoma aktivna kao kod komaraca. Tokom stadijuma lutke formiraju se odrasle strukture insekata dok se strukture larve razlažu. Odrasle strukture rastu iz imaginalnih diskova.

### Trajanje
Stadijum lutke može trajati nedeljama, mesecima ili čak godinama, u zavisnosti od temperature i vrste insekata. Na primer, stadijum lutke traje osam do petnaest dana kod leptira monarha. Lutka može ući u stanje mirovanja ili dijapauzu do odgovarajuće sezone da bi se pojavila kao odrasli insekt. U umerenoj klimi lutke obično miruju tokom zime, dok u tropima lutke to obično čine tokom sušne sezone.

### Pojava
Insekti izlaze (zatvaraju) iz lutke cepanjem kućišta lutke. Većina leptira se pojavljuje ujutru. Kod komaraca, pojava je uveče ili noću. Kod buva, proces se pokreće vibracijama koje ukazuju na moguće prisustvo odgovarajućeg domaćina. Pre pojave, odrasla jedinka unutar egzoskeleta lutke naziva se farat. Kada se odrasla jedinka farata pomoli iz lutke, prazan egzoskelet lutke naziva se eksuvija; kod većine himenoptera (mravi, pčele i ose) eksuvija je toliko tanka i opnasta da postaje „zgužvana” dok se odbacuje.

### Parenje lutki
U nekoliko taksona Lepidoptera, posebno kod Heliconius, parenje lutki je ekstremni oblik reproduktivne strategije u kojoj se odrasli mužjak pari sa ženskom lutkom koja se sprema da se pojavi, ili sa tek mitarenom ženkom; ovo je praćeno drugim radnjama kao što je zatvaranje reproduktivnog sistema ženke sfragisom, uskraćivanje pristupa drugim mužjacima ili izlučivanje anti-afrodizijačnog feromona.

## Odbrana
Kukuljice su obično nepokretne i uglavnom su bespomoćne. Da bi se ovo prevazišlo, lutke su često prekrivene čahurom, sakriju se u okolinu ili formiraju pod zemljom. Postoje neke vrste likenidskih leptira koje su u fazi kukuljice zaštićene mravima. Još jedno sredstvo odbrane kukuljica drugih vrsta je sposobnost da prave zvukove ili vibracije kako bi uplašili potencijalne predatore. Nekoliko vrsta koristi hemijsku odbranu uključujući toksične sekrecije. Kukuljice društvenih himenoptera štite odrasli članovi košnice.

## Tipovi
Na osnovu prisustva ili odsustva zglobnih mandibula koje se koriste za izlazak iz čaure ili kukuljice, lutke se mogu klasifikovati u dva tipa:
- Dektikosna lutka – lutke sa zglobnim mandibulama. Primeri su kukuljice iz redova Neuroptera, Mecoptera, Trichoptera i nekoliko porodica Lepidoptera.
- Adektična lutka – kukuljice bez zglobnih mandibula. Primeri uključuju redove Strepsiptera, Coleoptera, Hymenoptera, Diptera i Siphonaptera.

Na osnovu toga da li su dodaci kukuljice slobodni ili pričvršćeni za telo, lutke se mogu klasifikovati u tri tipa:
- Eksaratna lutka – dodaci su slobodni i obično nisu inkapsulirani u čauri. Sve dektikosne lutke i neke adektične kukuljice su uvek eksarirane. (Neuroptera, Trichoptera, Cyclorrhapha među Dipterans, Siphonaptera, većina Coleoptera, Himenoptera i nekoliko Lepidoptera).
- Obtektna lutka – dodaci su usko pričvršćeni za telo i obično su inkapsulirani u čauri. Neke adektične lutke su obtektne forme. (Većina Lepidoptera, Nematocera i Brachycera dvokrilaca, Staphylinidae i Chrysomelidae među Coleopterans, mnogi  Chalcidoidea Hymenopterans)
- Koarktatna lutka – zatvorena u očvrsnutu kutikulu pretposlednjeg larvalnog stadijuma zvanog puparijum. Međutim, sama kukuljica je eksaratnog adektičnog oblika kukuljice. (Cyclorrhapha među Dipterans).

## Nimfa
Krizalis (лат. chrysallis, od стгрч. χρυσαλλίς, chrysallís, množina: chrysalides, takođe poznat kao aurelia) ili nimfa je stadijum kukuljice leptira. Termin je izveden iz metalno-zlatne boje koja se nalazi u lutkama mnogih leptira, na koju se poziva starogrčki izraz χρυσός (chrysós) za zlato.
Kada gusenica potpuno izraste, pravi dugme od svile kojim pričvršćuje svoje telo za list ili grančicu. Tada se guseničina koža poslednji put skida. Ispod ove stare kože nalazi se tvrda koža koja se zove krizalis.
Pošto su nimfe često upadljive i formiraju se na otvorenom, one su najpoznatiji primeri lutki. Većina krizalida je pričvršćena za površinu pomoću čičkane trake od svilenog jastučića koji je isprela gusenica, obično cementiranog na donjoj strani, a kremastalne kuke ili udica koje vire iz zadnjeg dela krizalisa ili kremastera na vrhu kukuličnog abdomena kojim se gusenica pričvršćuje za jastučić od svile. (Gr. kremastos 'suspendovan').
Kao i druge vrste lutaka, stadijum hrizalisa kod većine leptira je onaj u kome se malo pomera. Međutim, neke lutke leptira su sposobne da pomeraju trbušne segmente da bi proizvele zvukove ili da bi uplašile potencijalne predatore. Unutar hrizale dolazi do rasta i diferencijacije. Odrasli leptir izlazi (zatvara se) iz ovoga i širi svoja krila pumpanjem hemolimfe u vene krila. Iako se ova iznenadna i brza promena od kukuljice do imaga često naziva metamorfoza, metamorfoza je zapravo čitav niz promena kroz koje insekt prolazi od jajeta do odrasle jedinke.
Kada se pojavi, leptir koristi tečnost, koja se ponekad naziva kokunaza, koja omekšava ljusku krizalisa. Pored toga, koristi dve oštre kandže koje se nalaze na debelim zglobovima u podnožju prednjih krila kako bi se izvukli. Nakon što je izašao iz hrizale, leptir će obično sedeti na praznoj ljusci kako bi proširio i očvrsnuo svoja krila. Međutim, ako je hrizalis bila blizu zemlje (kao kad je pala sa svoje svilene podloge), leptir bi pronašao drugu vertikalnu površinu na koju bi mogao da se osloni i očvrsne svoja krila (kao što je zid ili ograda).
Kukuljice moljca su obično tamne boje i ili se formiraju u podzemnim ćelijama, labave u tlu, ili se njihova lutka nalazi u zaštitnom svilenom omotu koji se zove čaura. Lutke nekih vrsta, kao što je stršljenski moljac, razvijaju oštre grebene oko spoljašnjosti zvane adminikula koji omogućavaju lutki da se pomeri sa svog skrivenog mesta unutar debla kada dođe vreme da odrasla jedinka izađe.

## Čaura
Čahura je omotač od svile koji su ispredaju mnogi moljci i gusenice, i brojne druge larve holometabolnih insekata kao zaštitni omotač za lutku.
Čaure mogu biti žilave ili meke, neprozirne ili providne, čvrste ili mrežaste, različitih boja ili sastavljene od više slojeva, u zavisnosti od vrste larve insekata koja ih proizvodi. Mnoge gusenice moljca odbacuju dlake larve (setae) i ugrađuju ih u čahuru; ako su to dlake koje izazivaju urtikariju onda je i čahura iritantna na dodir. Neke larve pričvršćuju male grančice, fekalne kuglice ili komade vegetacije na spoljašnju stranu svoje čahure u pokušaju da je prikriju od predatora. Drugi vrste prave svoju čauru na skrivenom mestu — na donjoj strani lista, u pukotini, dole blizu podnožja debla, okačeni na grančicu ili sakriveni u lisnom otpadu.

## Literatura
- Brusca, R. C. & Brusca, G. J. (2003). Invertebrates (2nd изд.). Sunderland, Mass. : Sinauer Associates.
- Hall, B. K. & Wake, M. H., eds. (1999). The Origin and Evolution of Larval Forms. San Diego: Academic Press.
- Leis, J. M. & Carson-Ewart, B. M., eds. The Larvae of Indo-Pacific Coastal Fishes An Identification Guide to Marine Fish Larvae. Fauna Malesiana handbooks, vol. 2. Brill, Leiden.
- Minelli, A. . (2009). „The larva”. Perspectives in Animal Phylogeny and Evolution. Oxford University Press. стр. 160—170. ISBN 978-0-19-856620-5.
- Shanks, A. L (2001). An Identification Guide to the Larval Marine Invertebrates of the Pacific Northwest. Oregon State University Press.., Corvallis. 256
- Smith, D. & Johnson, K. B. (1977). A Guide to Marine Coastal Plankton and Marine Invertebrate Larvae.. Kendall/Hunt Plublishing Company.
- Stanwell-Smith, D., Hood, A. & Peck, L. S. (1997). A field guide to the pelagic invertebrates larvae of the maritime Antarctic.. British Antarctic Survey, Cambridge.
- Thyssen, P.J (4. 2. 2010). „Keys for Identification of Immature Insects”.  Ур.: Amendt, J.;  . Current Concepts in Forensic Entomology (PDF). Springer. ISBN 9781402096839. Архивирано из оригинала (PDF) 09. 08. 2017. г., chapter 2, pp. 25–42. Springer: Dordrecht,.
- Arenas-Mena, C. „Indirect development, transdifferentiation and the macroregulatory evolution of metazoans”. 365 (1540). 2010: 653—669. Philosophical Transactions of the Royal Society B: Biological Sciences. Feb 27,

## Spoljašnje veze
- Pupa photos plus species descriptions at Insecta.pro
- Silk worm life cycle photos